# Bartosz Huzarski
Bartosz Huzarski (nascido em 27 de outubro de 1980, em Świdnica) é um ciclista profissional polonês, que atualmente compete para equipe Bora-Argon 18.